# Fred Benjamin Gernerd

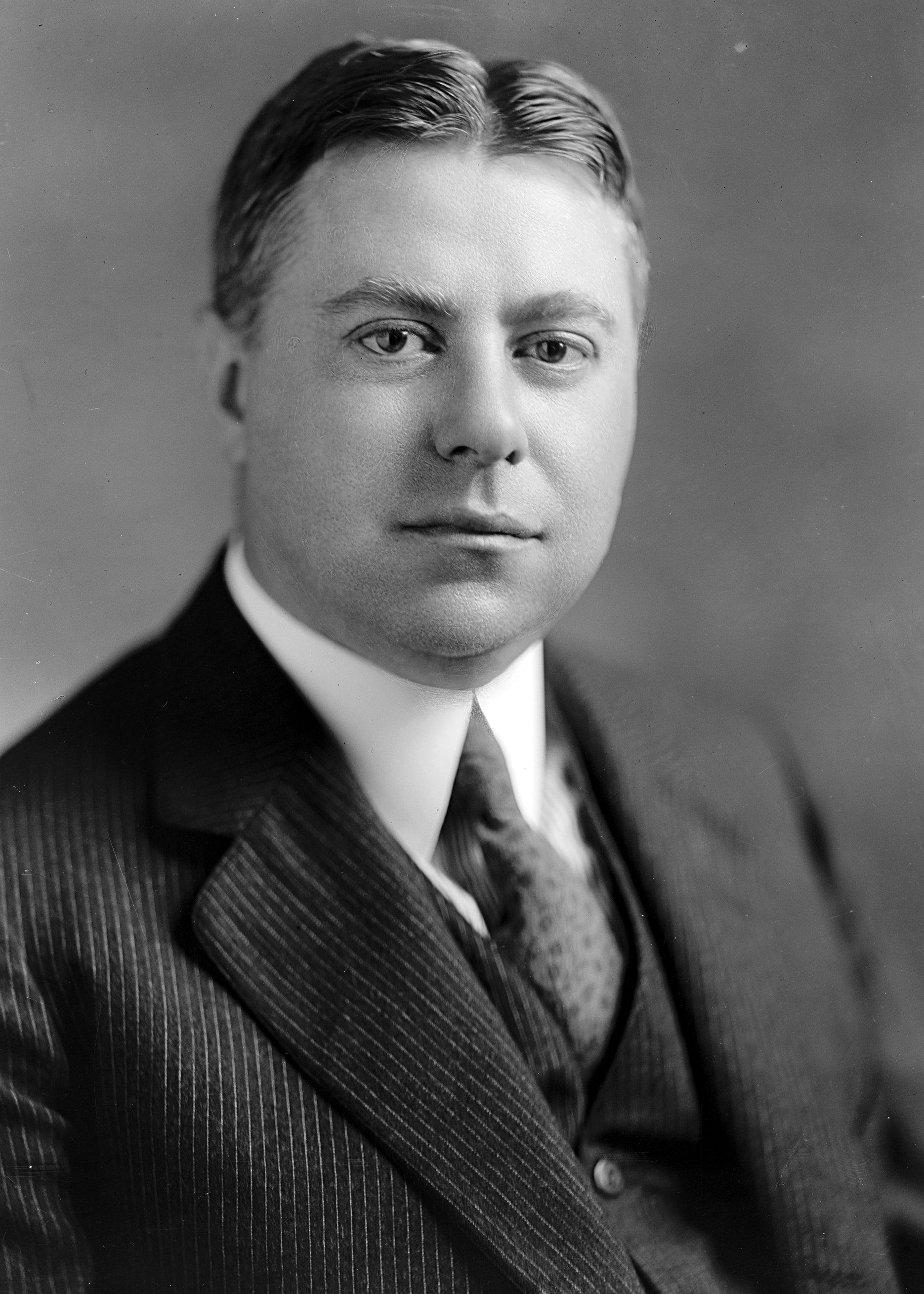
Fred Benjamin Gernerd

Fred Benjamin Gernerd (* 22. November 1879 in Allentown, Pennsylvania; † 7. August 1948 ebenda) war ein US-amerikanischer Politiker. Zwischen 1921 und 1923 vertrat er den Bundesstaat Pennsylvania im US-Repräsentantenhaus.

## Werdegang
Fred Gernerd besuchte die öffentlichen Schulen seiner Heimat und danach bis 1901 das Franklin & Marshall College in Lancaster. Danach studierte er bis 1903 politische Wissenschaften an der Columbia University in New York City. Nach einem Jurastudium an derselben Universität und seiner 1904 erfolgten Zulassung als Rechtsanwalt begann er in Buffalo im Staat New York in diesem Beruf zu arbeiten. Bereits ein Jahr später kehrte er nach Allentown zurück. Zwischen 1908 und 1912 war er Bezirksstaatsanwalt im dortigen Lehigh County. Gleichzeitig schlug er als Mitglied der Republikanischen Partei eine politische Laufbahn ein. Zwischen 1912 und 1920 war er Mitglied im Staatsvorstand seiner Partei. Außerdem fungierte er als Kurator des Franklin & Marshall College sowie des Cedar Crest College in Allentown.
Bei den Kongresswahlen des Jahres 1920 wurde Gernerd im 13. Wahlbezirk von Pennsylvania in das US-Repräsentantenhaus in Washington, D.C. gewählt, wo er am 4. März 1921 die Nachfolge des Demokraten Arthur Granville Dewalt antrat. Da er im Jahr 1922 nicht bestätigt wurde, konnte er bis zum 3. März 1923 nur eine Legislaturperiode im Kongress absolvieren. Nach seiner Zeit im US-Repräsentantenhaus praktizierte Fred Gernerd wieder als Anwalt. Im Juni 1928 nahm er als Delegierter an der Republican National Convention in Kansas City teil, auf der Herbert Hoover als Präsidentschaftskandidat nominiert wurde. Er starb am 7. August 1948 in Allentown.